# جبل الباسا
جبل باسا هي قرية في السودان، تقع على بعد 250 كيلومتر (160 ميل ) شمال شرق الخرطوم في البطانة، بالقرب من مروي والنيل. يوجد بالقرب من القرية معبد متهدم اكتشف في عام 1907، بنى المعبد أمانيخابالي ربما لأجل أبادماك الذي عبدته الشعوب المرَّوية في النوبة. عثر بموقع المعبد في عام 1970 على خمسة من منحوتات على شكل أسد، وضعت عند مدخل متحف السودان القومي، وكذلك منحوتان حجريتان علي شكل ضفدع.